# A lény 4.
A lény 4. (eredeti cím: Species: The Awakening) 2007-ben bemutatott amerikai sci-fi-thriller.
A filmet Nick Lyon rendezte, a főszereplők Ben Cross, Helena Mattsson, Dominic Keating és Marlene Favela voltak. Ez egy önálló folytatás, amelyben nem szerepel Natasha Henstridge.

## Történet
|  | Alább a cselekmény részletei következnek! |

Miranda Hollander egy fiatal egyetemi tanár, aki nagybátyjával, Tom Hollanderrel él, a férfi egy múzeumban dolgozik. Miranda érintéssel tud könyveket olvasni, anélkül, hogy kinyitná őket. A lány úgy tudja, hogy a szülei egy balesetben vesztették életüket, amikor ő kisgyermek volt. Születésnapja utáni reggelen Mirandára ájultan találnak rá egy parkban, és a helyi kórházba kerül. Tomot értesíti a rendőrség. A kórházban Miranda átalakul idegen lénnyé, majd több embert megöl. Amikor Tom másnap reggel megérkezik, mindenhol holttesteket talál. A férfi megkeresi Mirandát, emberi hormonokat fecskendez belé, és Mexikóba utazik vele.
Útközben Miranda felébred, és a betegsége okát tudakolja. Tom elmondja neki, hogy egy emberi és egy idegen DNS-t kombináló kísérlet eredménye, amelyet barátjával, Forbes McGuire-rel végeztek egyetemi tanulmányaik során. Tom gyermekkora óta emberi hormonokat fecskendez a lányba, hogy elnyomja az idegen DNS-t. A szüleiről szóló történet csak fikció, amelyet Tom talált ki, hogy segítsen Mirandának normális életet élni. A tudós azt is elmondja, hogy ő és a Forbes útjai azért váltak szét, mert nézeteltérések voltak közöttük a hibridek létrehozását illetően.
Mexikóban Tom és Miranda megtalálják Forbes-t, aki Azurával, egy másik hibriddel él együtt. A nő asszisztense és szeretője is egyben a tudósnak. Forbes másolatokat készít elpusztult háziállatokról ügyfelei számára, akik ezt jól megfizetik. Forbes megvizsgálja Mirandát, és megállapítja, hogy a lány napokon belül meghal. Az idegen alakra való átváltozása a testének negatív reakciója, mivel emberi alakjának gyenge az immunrendszere. A halál elkerülésének egyetlen módja, ha friss emberi DNS-t fecskendeznek a nőbe. Miranda nem engedi, hogy ez megtörténjen, mivel ez emberáldozattal járna. Amikor a lány eszméletlen lesz, Tom elindul donort keresni, de ekkor kirabolják. Azura cselekvőképtelenné teszi a rablót, és elviszik Forbes laboratóriumába, ahol sikerül meghosszabbítaniuk Miranda életét.
Ám Miranda innentől kezdve furcsán viselkedik, azzal tréfálkozik, hogy szívesen szexuális kapcsolatot létesítene Azurával. Tom megvizsgálja a lány vérét, és rájön arra, hogy Forbes hanyag munkát végzett. Miranda hormonjai instabilok, emiatt az idegen oldala egyre dominánsabbá válik. Az idegen lényben lévő erős szexuális vágyától hajtva Miranda elcsábítja a fogadóst, egy másik hibridet. De megöli a férfit, amikor kiderül, hogy az steril. Később elmegy egy bárba potenciális társért, ott elvesz egy kihívó piros ruhát a bárénekesnőtől. Tom egy templomban keresi az unokahúgát, itt Azura megtámadja. A hibrid nő dühös, amiért az amerikaiak érkezése megváltoztatta a dolgokat. Tom halálos veszélybe kerül, de a küzdelem közben Azurára egy nagy kereszt zuhan. Forbes követi Mirandát, hogy nyugtatót adjon a lánynak. Egy elhagyatott raktárban a nő megszorítja a férfi kezét, hogy leejtse a nyugtatót. Forbes enged a vágyának, így Miranda levetkőzteti. Szeretkeznek, de a végén Miranda idegen alakba változik, és lenyomja a nyelvét Forbes torkán, megfojtva őt. A templomban közben Azura sebei begyógyulnak, és visszanyeri az eszméletét.
Tom visszaviszi Mirandát Forbes házába, ahol röntgenfelvételeken keresztül felfedezi, hogy egy hibrid gyermek növekszik gyorsan a lány méhében. Miranda elgyengülve könyörög, hogy nem akar teljesen idegenné válni. Azura idegen formában tér vissza, Tom kénytelen ismét megküzdeni vele. Amikor Azura sarokba szorítja Tomot, Miranda megtámadja, és úgy tűnik, megöli Azurát. Azura azonban újra feltámad, és halálosan megsebesíti Mirandát. Tom megöli Forbes teremtményét egy sörétes vadászpuskával. Miranda a halála előtt emberi formában köszönetet mond Tomnak, hogy életet adott neki. Az elkeseredett férfi megnyitja az összes gázpalackot, kinyitja a gázégőket, és felrobbantja Forbes házát.
|  | Itt a vége a cselekmény részletezésének! |

## Szereplők
| Szereplő      | Színész         | Magyar hang    |
| ------------- | --------------- | -------------- |
| Miranda       | Helena Mattsson | Csondor Kata   |
| Tom Hollander | Ben Cross       | Barbinek Péter |
| Forbes        | Dominic Keating | Kaszás Gergő   |
| Azura         | Marlene Favela  |                |
| Celeste       | Meagen Fay      |                |
| Rinaldo       | Marco Bacuzzi   |                |
| Calderón      | Edy Arellano    |                |
| Leland Fisk   | Roger Cudney    | Szersén Gyula  |
| Burke         | Felipe de Lara  |                |
| Jared         | Adam Wylie      |                |

## Kritika
A lény 4. – Az ébredés című filmet többnyire negatívan fogadták. A film a lehetséges 10 csillagból 4,0-et kapott az Internet Movie Database oldalon. A nemzetközi filmek enciklopédiája úgy ítélte meg: „Közepes horrorfilm A lény sorozat harmadik folytatása, amely kevéssé meggyőző.” „Szörnyű hatások jellemzik”. A forgatókönyvet is erősen kritizálták.